# Consigna (revista)
Consigna fue una revista educativa española que se publicó en Madrid entre 1940 y 1977 con una periodicidad mensual. Fue una de las publicaciones de la Sección Femenina, la rama femenina del partido político Falange. Su subtítulo era Revista pedagógica de la sección femenina de FET y de las JONS .

## Historia
Consigna fue fundada por la Sección Femenina, la organización de mujeres de la dictadura franquista. Con sede en Madrid, comenzó a publicarse en diciembre de 1940 con una periodicidad mensual. La revista estaba dirigida a las maestras que trabajaban en las escuelas provinciales y proporcionaba información sobre la vida en entornos rurales; de hecho, las maestras estaban obligadas a suscribirse a la revista.
Entre 1942 y 1947 incluía una sección de hogar, en la que se publicaban artículos sobre nutrición y decoración de mesa. Desde 1953 a 1971 incorporó una sección de cocina que incluía recetas para que las maestras se las enseñaran a su alumnado. Sus propuestas incluían diversas recetas para fiestas religiosas. En la década de 1960, el público de la revista eran maestras de escuelas de educación primaria. En Consigna también se publicaron las actas del Congreso Internacional de Mujeres celebrado en Madrid en 1970.
La revista se clausuró en 1977 cuando también se suprimió la Sección Femenina.